# Milne Ice Shelf
Milne Ice Shelf är en shelfis i Norra ishavet, vid norra kusten av Ellesmereön i Kanada. Detta var en av få kvarvarande större shelfisar i Norra ishavet, men i juli 2020 bröts 40% av isen bort.